# Spurvefugle
Spurvefugle (latin: Passeriformes) er den største orden inden for fuglene med mere end 6000 forskellige arter.
Til spurvefuglene hører eksempelvis sangere, kragefugle, lærker og svaler. De varierer i størrelse fra 4-5 gram hos fuglekongen til omkring 1000 gram hos ravnen. Spurvefuglene findes på alle kontinenter. Hovedparten af arterne lever i skove og krat. Eksempelvis er 44 procent af ynglefuglene i Danmark spurvefugle, men i skovene dominerer de med 69 % af alle arter.

## Fællestræk
Alle spurvefugle har fire tæer på foden, hvor den ene tå er rettet bagud, så den kan bøjes ind mod de tre andre tæer. På den måde har spurvefuglene let ved at gribe om f.eks. træernes grene, og således bevæge sig rundt i vegetationen. Et andet fællestræk er, at ungerne klækkes blinde og nøgne og derfor helt afhængige af forældrefuglenes pasning. Derfor bygges en rede, der er mere kunstfærdigt udformet end hos de fleste andre fuglegrupper. Langt de fleste spurvefugle er på størrelse med en gråspurv og vejer 15-20 gram. Alle europæiske spurvefugle tilhører undergruppen sangfugle, der globalt omfatter omkring 4000 arter. De har et meget kompliceret arrangement af muskler omkring stemmeorganet, syrinx, nederst i luftrøret. Det gør dem i stand til at frembringe mange varierede lyde, kendt som bl.a. fuglesang.

## Årsag til succes
Grunden til at spurvefuglene udgør en så stor del af alle fuglearter, skyldes især at de ved hjælp af deres mindre størrelse, har været i stand til at udnytte fødegrundlaget i vegetationen. Eksempelvis har de været adrætte nok til at fange insekter.
En forudsætning for den mindre størrelse har været en ændret ynglebiologi, hvor ungerne klækkes uudviklede og ude af stand til at klare sig selv. Man mener at fugle oprindelig lagde store æg, hvor de nyklækkede unger hurtigt kunne klare sig selv. Dette bestyrkes af fossilfund i Kina af æg, der indeholdt fostre, der allerede havde fuldt udviklede vinger, så de var klar til at "flyve fra reden". For at kunne lægge store æg kræver det, at der er et stort fødegrundlag, der er nemt at få fat i for hunnen og siden hen for de uerfarne unger. Kun på jorden og langs f.eks søbredder, har der været et sådant stort fødegrundlag i form af næringsrig plantemateriale eller smådyr, der var nemme at fange.
Ved at investere mindre energi i selve æglægningen (der resulterer i hjælpeløse unger) og sprede fødebehovet til opfostringen af ungerne over en længere periode, har det været muligt for spurvefuglene at leve af mindre byttedyr, der var vanskeligere at fange. Dette åbnede for, at spurvefuglene kunne specialisere sig i de mange forskellige fødeemner, der f.eks. findes i trækronerne.
Variationen mellem de mange arter af spurvefulge ligger især i næbbets udformning. Det er f.eks. spidst og tyndt hos fugle, der snapper insekter fra vegetationen, mens det er bredt og fladt hos fugle, der fanger insekter i luften, og kraftigt kegleformet hos fugle, der æder frø.
|                                                                                 |
| Ravnen hører til de største spurvefugle i verden. Her to fugle fra Arizona, USA |

| |
| Gærdesmutten, Danmarks næstmindste fugl, har ligesom mange andre spurvefugle en veludviklet sang. Her en fugl fra England. |

## Klassifikation
Spurvefuglene deles i tre grupper (underordner). Tidligere blev de kun delt i sangfugle (også kaldet osciner) og subosciner. Sammenligninger af fuglenes arvemateriale, DNA har betydet at man har måttet oprette endnu en underorden. Den omfatter kun en enkelt familie (newzealandske smutter) med bare to arter fra New Zealand, nemlig klippesmutte og klatresmutte. Man mener, at disse to arter tilhører den ældste udviklingslinje blandt spurvefuglene.
|  | Newzealandske smutter (Acanthisitti)                                         |
|  |                                                                              |
|  | \| \| Subosciner (Tyranni) \| \| \| \| \| \| Sangfugle (Passeri) \| \| \| \| |
|  |                                                                              |
|  | Subosciner (Tyranni)                                                         |
|  |                                                                              |
|  | Sangfugle (Passeri)                                                          |
|  |                                                                              |

|  | Subosciner (Tyranni) |
|  |                      |
|  | Sangfugle (Passeri)  |
|  |                      |

|  | Newzealandske smutter (Acanthisitti)                                         |
|  |                                                                              |
|  | \| \| Subosciner (Tyranni) \| \| \| \| \| \| Sangfugle (Passeri) \| \| \| \| |
|  |                                                                              |
|  | Subosciner (Tyranni)                                                         |
|  |                                                                              |
|  | Sangfugle (Passeri)                                                          |
|  |                                                                              |

|  | Subosciner (Tyranni) |
|  |                      |
|  | Sangfugle (Passeri)  |
|  |                      |

### Familier
Nedenfor ses en inddeling af spurvefuglene i 123 familier med nulevende arter.

- Underorden Acanthisitti
  - Familie Acanthisittidae (Newzealandske smutter)
- Underorden Tyranni
  - Familie Eurylaimidae (Brednæb)
  - Familie Pittidae (Pittaer)
  - Familie Furnariidae (Ovnfugle)
  - Familie Thamnophilidae (Myrefugle)
  - Familie Formicariidae (Myredrosler)
  - Familie Grallariidae (Grallariidae)
  - Familie Conopophagidae (Myggesnappere)
  - Familie Rhinocryptidae (Tapaculoer)
  - Familie Melanopareiidae
  - Familie Tyrannidae (Tyranfluesnappere)
  - Familie Cotingidae (Kotingaer)
  - Familie Pipridae (Manakiner)
  - Familie Tityridae
- Underorden Passeri
  - Familie Menuridae (Lyrehaler)
  - Familie Atrichornithidae (Kratfugle)
  - Familie Ptilonorhynchidae (Løvhyttefugle)
  - Familie Climacteridae (Barkløbere)
  - Familie Maluridae (alfesmutter og græssmutter)
  - Familie Meliphagidae (Honningædere)
  - Familie Dasyornithidae (Børstesangere)
  - Familie Pardalotidae (Panterfugle)
  - Familie Acanthizidae (Australasiatiske sangere)
  - Familie Pomatostomidae (Australasiatiske segltimalier)
  - Familie Orthonychidae (Tømmerløbere)
  - Familie Cnemophilidae (Silkefugle)
  - Familie Melanocharitidae (Bærpikkere)
  - Familie Paramythiidae
  - Familie Callaeidae (Lappekrager)
  - Familie Notiomystidae (Skæghonningæder)
  - Familie Psophodidae
  - Familie Platysteiridae (lapøjer og batiser)
  - Familie Tephrodornithidae
  - Familie Prionopidae (Hjelmtornskader)
  - Familie Malaconotidae (Busktornskader)
  - Familie Machaerirhynchidae (Fladnæb)
  - Familie Vangidae (Vangaer)
  - Familie Cracticidae (Slagterfugle)
  - Familie Pityriaseidae
  - Familie Artamidae (Svalestære)
  - Familie Aegithinidae (Ioraer)
  - Familie Campephagidae (Larveædere)
  - Familie Mohouidae (Mohouaer)
  - Familie Neosittidae (Sitellaer)
  - Familie Pachycephalidae (Fløjtere)
  - Familie Laniidae (Tornskader)
  - Familie Vireonidae (Vireoer)
  - Familie Oriolidae (Piroler)
  - Familie Dicruridae (Drongoer)
  - Familie Rhipiduridae (Viftehaler)
  - Familie Monarchidae (Monarker)
  - Familie Corvidae (Kragefugle)
  - Familie Corcoracidae (Pottefugle)
  - Familie Paradisaeidae (Paradisfugle)
  - Familie Petroicidae (Sangfluesnappere)
  - Familie Picathartidae (Kragedrosler)
  - Familie Chaetopidae (Klippehoppere)
  - Familie Eupetidae (Riksetimalier)
  - Familie Bombycillidae (Silkehaler)
  - Familie Ptiliogonatidae (Silkemonarker)
  - Familie Hypocoliidae
  - Familie Dulidae (Palmedrosler)
  - Familie Hylocitreidae
  - Familie Stenostiridae
  - Familie Paridae (Mejser)
  - Familie Remizidae (Pungmejser)
  - Familie Nicatoridae (Nicatorer)
  - Familie Panuridae (Skægmejser)
  - Familie Alaudidae (Lærker)
  - Familie Pycnonotidae (Bulbul'er)
  - Familie Hirundinidae (Svaler)
  - Familie Pnoepygidae (Skæltimalier)
  - Familie Macrosphenidae
  - Familie Cettiidae
  - Familie Scotocercidae
  - Familie Erythrocercidae
  - Familie Aegithalidae (Halemejser)
  - Familie Phylloscopidae (Løvsangere)
  - Familie Acrocephalidae
  - Familie Locustellidae
  - Familie Donacobiidae
  - Familie Bernieridae
  - Familie Cisticolidae (Cistussangere)
  - Familie Timaliidae (Timalier)
  - Familie Pellorneidae
  - Familie Leiothrichidae
  - Familie Sylviidae
  - Familie Zosteropidae (Brillefugle)
  - Familie Arcanatoridae
  - Familie Promeropidae (Sukkerfugle)
  - Familie Irenidae (Blåfugle)
  - Familie Regulidae (Fuglekonger)
  - Familie Hyliotidae (Hyliotaer)
  - Familie Troglodytidae (Smutter)
  - Familie Polioptilidae (Myresnappere)
  - Familie Sittidae (Spætmejser)
  - Familie Tichodromidae (Murløbere)
  - Familie Certhiidae (Træløbere)
  - Familie Mimidae (Spottedrosler)
  - Familie Sturnidae (Stære)
  - Familie Buphagidae (Oksehakkere)
  - Familie Turdidae (Drosler)
  - Familie Muscicapidae (jordsangere og fluesnappere)
  - Familie Cinclidae (Vandstære)
  - Familie Chloropseidae (Bladfugle)
  - Familie Dicaeidae (Blomsterpikkere)
  - Familie Nectariniidae (Solfugle)
  - Familie Passeridae (spurve og snefinker)
  - Familie Ploceidae (Væverfugle)
  - Familie Estrildidae (Astrilder)
  - Familie Viduidae (atlaskfinker og paradisenker)
  - Familie Peucedramidae (Sangerfinker)
  - Familie Prunellidae (Jernspurve)
  - Familie Motacillidae (vipstjerte og pibere)
  - Familie Urocynchramidae
  - Familie Fringillidae (Finker)
  - Familie Parulidae (Amerikanske sangere)
  - Familie Icteridae (Trupialer)
  - Familie Coerebidae (Banansmutter)
  - Familie Emberizidae (Værlinger)
  - Familie Thraupidae (tangarer og tangarfinker)
  - Familie Calcariidae (Sporeværlinger)
  - Familie Cardinalidae (Kardinaler)

### Arter
Eksempler på nogle af de omkring 6300 arter af spurvefugle:
- alfeastrild
- zebrafinke
- banansmutte
- langhalet brednæb
- solsort
- misteldrossel
- bogfinke
- dompap
- grønirisk
- kanariefugl
- stillits
- fuglekonge
- gærdesmutte
- halemejse
- jernspurv
- nattergal
- rødhals
- broget fluesnapper
- husskade
- gråkrage
- sanglærke
- bjerglærke
- musvit
- blåmejse
- skægmejse
- pirol
- pungmejse
- sivsanger
- munk
- rørsanger
- silkehale
- gråspurv
- spætmejse
- stær
- landsvale
- bysvale
- træløber
- vandstær
- hvid vipstjert
- gulspurv
- snespurv